# I’m Down
I’m Down (englisch für „Ich bin niedergeschlagen“) ist ein Lied der britischen Band The Beatles, das 1965 auf der B-Seite der Single Help! veröffentlicht wurde. Komponiert wurde es von John Lennon und Paul McCartney und unter der Autorenangabe Lennon/McCartney veröffentlicht.

## Hintergrund

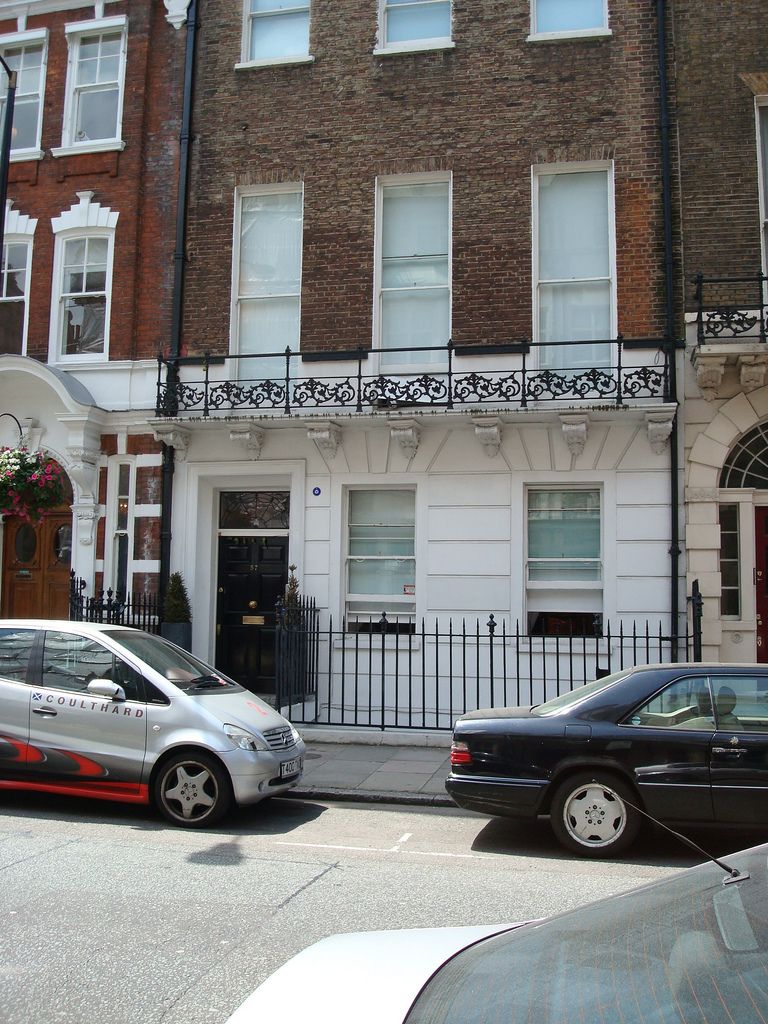
Elternhaus von Paul McCartneys Freundin Jane Asher in der Wimpole Street, London

I’m Down beruht auf den musikalischen Ideen von Paul McCartney. Er komponierte I’m Down im Elternhaus seiner damaligen Freundin Jane Asher, wo auch er lebte. Das Rock-’n’-Roll-Stück wurde musikalisch vom Gesangsstil Little Richards beeinflusst, mit dem die Beatles bereits im Oktober 1962 in New Brighton (heute zu Wallasey gehörig) auftraten. Der Text ist eher satirisch gemeint.
Die Beatles nahmen I’m Down 1965 in ihr Liverepertoire auf.

## Aufnahme
I’m Down wurde am 14. Juni 1965 in den Abbey Road Studios in London mit dem Produzenten George Martin während der Aufnahmesessions zum Album Help! eingespielt. Norman Smith war der Toningenieur der Aufnahmen. Die Band nahm insgesamt sieben Takes auf, wobei der siebte Take für die finale Version verwendet wurde. Zwischen 14:30 und 17:30 Uhr wurden I’ve Just Seen a Face und I’m Down aufgenommen, anschließend wurde das Lied Yesterday zwischen 19 und 22 Uhr eingespielt.
Die Abmischung von I’m Down erfolgte am 18. Juni 1965 in Mono und in Stereo.
Besetzung:
- John Lennon: Rhythmusgitarre, Orgel, Hintergrundgesang
- Paul McCartney: Bass, Gesang
- George Harrison: Leadgitarre, Hintergrundgesang
- Ringo Starr: Schlagzeug, Bongos

## Veröffentlichung
Die Single Help! / I’m Down wurde am 16. Juli 1965 in Deutschland, am 23. Juli in Großbritannien und am 19. Juli in den USA veröffentlicht.
Am 7. Juni 1976 erschien I’m Down erstmals auf einer Langspielplatte, dem Kompilationsalbum Rock ’n’ Roll Music.
Weitere Veröffentlichungen erfolgten auf den Kompilationsalben Rarities (1979), Past Masters (1988) und Tomorrow Never Knows (2012).
Das Album Anthology 2, Veröffentlichung am 13. März 1996, enthält den Aufnahme-Take 1.

## Coverversionen
- Aerosmith – Permanent Vacation[1]
- Yes – Yesyears[2]